# 王天就
王天就（Fury Bennett Wong Tin Chau，1984年1月3日—2014年6月5日），出生於香港，籍貫廣東台山，前無綫電視藝員。

## 簡介
他參選香港先生競選前是一位學生及業餘魔術師，2006年畢業於香港浸會大學傳理學院（主修電影及電視）及香港城市大學。同年王天就參選香港先生（瀟灑組），及後簽約成為無綫電視旗下藝員，直到2009年轉行在財務公司工作。其後於2011年入讀香港城市大學。
2012年8月，有傳媒透露王天就患上末期胃癌，癌細胞一度擴散至肝臟。但他接受手術及其他不同治療後病情也沒有好轉。碩士二年級時，他也曾因病情反覆而一度申請停學，繼續努力治療。2014年6月3日，王天就因癌症逝世，享年30歲。同年6月25日，他的家人在紅磡福澤殯儀館設靈，並於6月26日出殯。同屆香港先生陳志健與姚浩政當日有前來致祭。陳表示曾與王天就組織慈善團體行善。不過近年因各有各忙而較少聯絡，亦是由從事記者的朋友口中得知王的死訊。

## 曾參與劇集

### 電視劇（無綫電視）

#### 2007年
- 《緣來自有機》
- 《學警出更》
- 《同事三分親》飾 樂師（第147、205集）、金手下（第292集）、蕭（第310集）
- 《鐵咀銀牙》

#### 2008年
- 《秀才愛上兵》
- 《珠光寶氣》[5]

#### 2009年
- 《學警狙擊》
- 《老婆大人II》飾 經　理
- 《ID精英》
- 《烈火雄心3》飾 Joseph (Anthony Cheunna)
（九龍城、斧山消防局消防員）

#### 2010年
- 《女王辦公室》 飾 客人（第22集）
- 《秋香怒點唐伯虎》 飾 工人（第15集）
- 《飛女正傳》 飾 富豪公子（第6集）
- 《施公奇案II》 飾 村民

#### 2011年
- 《仁心解碼》飾 Alan（2009）

#### 海外播放
- 《盛世仁傑》飾 孝子（2009）
- 《迎妻接福》
- 《珠光寶氣 (電視劇)》
- 《幕後大老爺》
- 《少年四大名捕 (2008年電視劇)》
- 《甜言蜜語》
- 《王老虎搶親 (電視劇)》
- 《古靈精探B》
- 《蒲松齡 (電視劇)》

### 其他演出（無綫電視）
- 2006年: 《2006年度香港先生竞选》

## 外部連結
- 王天就官方網頁  Fury Bennett Official Mysterious World
- 王天就的Xanga  Fury Bennett's Xanga
- 2006年度香港先生選舉 — TVB官方網頁
- 新婦女遇上了新男人 韓小雲